# Tito Valverde
Fernando García Valverde, más conocido como Tito Valverde (Ávila, 26 de abril de 1951) es un actor español.

## Biografía
Con 17 años ya empezó a trabajar en un grupo de teatro malagueño llamado el ARA, con el que actuó en un gran número de obras.
Comenzó estudios de Aparejador como deseaba su madre, pero los abandonó para matricularse en Arte Dramático. Su debut profesional en el teatro se produjo en 1974, con la obra El círculo de tiza caucasiano, a la que siguió Misericordia. Siguieron a estas una gran cantidad de obras, entre las que podemos destacar, en esta década de los 70, ¿Por qué corres, Ulises? y El atentado, en la que trabajó junto al actor Alberto Closas. En los años 80 su trabajo en el teatro fue también muy prolífico, con obras como La Dorotea, Casandra o La herida del tiempo. En esta década actuó en La coartada de Fernando Fernán Gómez o en Los locos de Valencia de Lope de Vega esta última con la Compañía Nacional de Teatro Clásico.
En la televisión su  debut tuvo lugar en 1982, año en el que intervino en la serie Ramón y Cajal. Ha participado en una gran cantidad de producciones para la televisión, como Proceso a Mariana Pineda, Goya, Lorca, muerte de un poeta, La huella del crimen, y en series como Pepa y Pepe (1995) o Todos los hombres sois iguales (1996-1998), estas dos últimas supusieron un enorme éxito en su época.
En cuanto a su trabajo como actor de series televisivas, es posible que su papel más famoso haya sido el del comisario Gerardo Castilla en la serie de Telecinco El comisario, la cual se estrenó el 26 de abril de 1999 coincidiendo con el 48° cumpleaños de Tito Valverde y finalizó el 2 de enero de 2009. Esta serie llegó a ser muy seguida y admirada por la audiencia durante sus doce temporadas en emisión, e incluso fue bastante elogiada y premiada por el cuerpo de Policía Nacional. Se trata de una de las series más largas de la historia de España.
En cuanto al cine, Tito Valverde debutó en 1977 con la película La guerra de papá de Antonio Mercero, basada en una novela de Miguel Delibes.
Ha trabajado a las órdenes de prestigiosos directores como José Luis Cuerda en El bosque animado o Juanma Bajo Ulloa en Alas de mariposa. En el año 1993, Tito Valverde ganó el Premio Goya por la mejor interpretación masculina de reparto por su papel en la película Sombras en una batalla, dirigida por Mario Camus. De entre sus películas más notorias podemos añadir algún título como Buscando a Perico, Amanece, que no es poco, Esquilache, El aliento del diablo, Cómo ser infeliz y disfrutarlo, El grito en el cielo, El apagón o La gran vida. Fue nominado en los Premios Goya de 2013 a mejor interpretación masculina protagonista por la película de Gracia Querejeta 15 años y un día.
Además del mencionado Goya, Tito Valverde obtuvo el reconocimiento de la Academia de la Televisión por El comisario, así como también ha sido galardonado en cuatro ocasiones por la Unión de Actores por Todos los hombres sois iguales durante dos años consecutivos, Alas de mariposa y Sombras en una batalla. También cuenta con diversos premios tales como el Micrófono de oro, Micrófono de plata de APEI, Premio Ondas (a la serie Todos los hombres sois iguales), etc.
Cabe destacar que Valverde ha realizado también unos cuantos trabajos como actor de doblaje, poniendo su voz a un gran número de personajes de películas y de series, como al soldado Eightball en La chaqueta metálica o a César Castillo en Los reyes del mambo tocan canciones de amor, entre sus doblajes en series destaca el de Frankie Santana en El Equipo A o el del presentador de noticias Kent Brockman en la segunda temporada de la famosa serie Los Simpson. Últimamente, se dedica también al doblaje de videojuegos.
Está casado desde 1984 con la actriz María Jesús Sirvent a la que conoció en la obra de teatro Casandra, en la cual interpretaron a los marqueses del Castañar. Con ella también ha actuado en El comisario.

## Filmografía

### Cine
| Año  | Película                                           | Personaje                 | Director                          | Género             | Duración |
| ---- | -------------------------------------------------- | ------------------------- | --------------------------------- | ------------------ | -------- |
| 1977 | La guerra de papá                                  | Femio                     | Antonio Mercero                   | Comedia            | 1h 36m   |
| 1978 | El terrorista                                      | Satur                     | Víctor Alcázar                    | Thriller/Drama     | 1h 29m   |
| 1982 | Buscando a Perico                                  | Facha                     | Antonio del Real                  | Comedia            | 1h 42m   |
| 1982 | Si las mujeres mandaran (o mandasen)               | Ciego                     | J. María Palacios                 | Comedia            | 1h 27m   |
| 1982 | Los ritos sexuales del diablo                      | Peter                     | José Ramón Larraz                 | Drama Terror       | 1h 24m   |
| 1987 | El bosque animado                                  | Gerardo                   | José Luis Cuerda                  | Comedia fantástica | 1h 47m   |
| 1989 | Esquilache                                         | Bernardo                  | Josefina Molina                   | Drama              | 1h 46m   |
| 1989 | Amanece, que no es poco                            | El intelectual            | José Luis Cuerda                  | Comedia            | 1h 50m   |
| 1991 | Alas de mariposa                                   | Gabriel                   | Juanma Bajo Ulloa                 | Drama              | 1h 48m   |
| 1991 | Lo más natural                                     | Iván                      | Josefina Molina                   | Drama              | 1h 35m   |
| 1992 | Huidos                                             | Marcial                   | Sancho Gracia                     | Drama bélico       | 1h 47m   |
| 1993 | Sombras en una batalla                             | Darío                     | Mario Camus                       | Drama/Suspense     | 1h 46m   |
| 1993 | ¿Por qué lo llaman amor cuando quieren decir sexo? | Karin                     | Manuel Gómez Pereira              | Comedia            | 1h 39m   |
| 1993 | El aliento del diablo                              | Ginés                     | Paco Lucio                        | Drama              | 1h 29m   |
| 1994 | Todos los hombres sois iguales                     | César                     | Manuel Gómez Pereira              | Comedia romántica  | 1h 42m   |
| 1994 | Cómo ser infeliz y disfrutarlo                     | Fernando D`Ocon           | Enrique Urbizu                    | Comedia            | 1h 28m   |
| 1994 | Pipas (cortometraje)                               | Espectador                | David Gordon                      | Comedia            | 14m      |
| 1994 | Amor propio                                        | Hilario Lanza             | Mario Camus                       | Drama              | 1h 57m   |
| 1994 | El día nunca, por la tarde                         | Mateo                     | Julián Esteban                    | Comedia dramática  | 1h 45m   |
| 1995 | La ley de la frontera                              | Sargento Guardia Civil    | Adolfo Aristarain                 | Comedia/Aventuras  | 1h 57m   |
| 1996 | Una piraña en un bidé                              | Alejo                     | Carlos Pastor Moreno, José Picazo | Comedia            | 1h 35m   |
| 1997 | El color de las nubes                              | José María                | Mario Camus                       | Drama              | 1h 50m   |
| 1998 | El grito en el cielo                               | Director de la cadena     | Dunia Ayaso, Félix Sabroso        | Comedia            | 1h 48m   |
| 2001 | El apagón (cortometraje)                           | Alcaide Cubero            | José María Caro Patiño            | Drama              | 12m      |
| 2004 | La gran vida                                       | Salma                     | Antonio Cuadri                    | Comedia            | 1h 53m   |
| 2005 | Reinas                                             | Héctor                    | Manuel Gómez Pereira              | Comedia romántica  | 1h 47m   |
| 2013 | 15 años y un día                                   | Max                       | Gracia Querejeta                  | Drama              | 1h 36m   |
| 2016 | Villaviciosa de al lado                            | Augusto                   | Nacho G. Velilla                  | Comedia            | 1h 30m   |
| 2018 | Que baje Dios y lo vea                             | Obispo                    | Curro Velázquez                   | Comedia            | 1h 35m   |
| 2018 | Juanita                                            | Mariano                   | Leticia Tonos                     | Comedia dramática  | 1h 30m   |
| 2019 | Mientras dure la guerra                            | Miguel Cabanellas         | Alejandro Amenábar                | Drama Bélico       | 1h 47m   |
| 2020 | A pesar de todo                                    | Víctor                    | Gabriela Tagliavini               | Comedia            | 1h 18m   |
| 2022 | Espejo, espejo                                     | Padre de Cristina y Paula | Marc Crehuet                      | Comedia            | 1h 19m   |
| 2023 | ¡Vaya vacaciones!                                  | abuelo José               | Víctor García León                | Comedia            | 1h 30m   |

### Televisión
| Año       | Serie                                                      | Cadena             | Personaje                          | Episodios     | Director                               |
| --------- | ---------------------------------------------------------- | ------------------ | ---------------------------------- | ------------- | -------------------------------------- |
| 1977      | Mala racha                                                 | TVE/RAI            |                                    | Telefilm      | José Luis Cuerda                       |
| 1982      | Ramón y Cajal                                              | TVE                |                                    | 2 Episodios   | José María Forqué                      |
| 1984      | Proceso a Mariana Pineda                                   | TVE                |                                    | Miniserie     | Rafael Moreno Alba                     |
| 1985      | Página de sucesos: Episodio "Cintas verdes"                | TVE                |                                    | 1 Episodio    | Antonio Giménez-Rico                   |
| 1985      | Goya                                                       | TVE                |                                    | Miniserie     | José Ramón Larraz                      |
| 1986      | Turno de oficio                                            | TVE                | Marido                             | 1 Episodio    | Antonio Mercero                        |
| 1989      | El mundo de Juan Lobón                                     | TVE                | Pepe Lobón                         | 2 Episodios   | Enrique Brasó                          |
| 1989      | Lorca, muerte de un poeta                                  | TVE                | Luis Buñuel                        | 2 Episodios   | Juan Antonio Bardem                    |
| 1990      | El obispo leproso                                          |                    | Don Magín                          | 3 Episodios   | José María Gutiérrez González          |
| 1990      | La huella del crimen 2: El crimen del expreso de Andalucía | TVE                | Navarrete                          | Telefilm      | Imanol Uribe                           |
| 1992      | Celia                                                      | TVE                | Tío Rodrigo                        | 6 Episodios   | José Luis Borau                        |
| 1993      | Para Elisa                                                 | TVE                | Claudio                            | 4 Episodios   | José Arévalo Pascual Cervera           |
| 1995      | La noche de Lina                                           | TVE                |                                    | Telefilm      | Valerio Lazarov                        |
| 1995      | Pepa y Pepe                                                | TVE                | Pepe                               | 34 Episodios  | Manuel Iborra                          |
| 1996-1998 | Todos los hombres sois iguales                             | Telecinco          | Manolo                             | 67 Episodios  | Jesús Font                             |
| 1997      | La banda de Pérez                                          | TVE                | Alfonso                            | 26 Episodios  | Ricardo Palacios Josetxo San Mateo     |
| 1999-2009 | El comisario                                               | Telecinco          | Comisario Gerardo Castilla         | 191 Episodios | Alfonso Arandia Jesús Font             |
| 2008      | Los Serrano                                                | Telecinco          | Comisario Gerardo Castilla         | 1 Episodio    | Mar Olid Begoña Álvarez Rojas          |
| 2014      | Velvet                                                     | Antena 3           | Don Rafael Márquez                 | 3 Episodios   | Carlos Sedes                           |
| 2014-2015 | Sin identidad                                              | Antena 3           | Enrique Vergel                     | 23 Episodios  | Joan Noguera                           |
| 2015      | Víctor Ros                                                 | TVE                | Don Armando                        | 1 Episodio    | Javier Olivares                        |
| 2016      | 1, 2, 3... Hipnotízame                                     | Antena 3           | Él mismo                           | 1 Programa    |                                        |
| 2016      | El Príncipe                                                | Telecinco          | Jefe de seguridad Gerardo Castilla | 2 Episodios   | Javier Quintas                         |
| 2019      | Matadero                                                   | Antena 3           | Salvador Benito                    | 10 episodios  |                                        |
| 2021      | Alba                                                       | Antena 3           | Víctor Entrerríos                  | 2 Episodios   | Pablo Guerrero Carlota Martínez-Pereda |
| 2022      | Un asunto privado                                          | Amazon Prime Video |                                    | 8 episodios   | Pablo Guerrero Carlota Martínez-Pereda |
| 2022      | Sentimos las molestias                                     | Movistar Plus+     | Pedro torres                       | 3 Episodios   |                                        |

### Doblaje
| Año  | Película/Juego                              | Personaje         |
| ---- | ------------------------------------------- | ----------------- |
| 1987 | Shaka Zulu                                  | Shaka Zulú        |
| 1988 | El Equipo A                                 | Frankie Santana   |
| 1989 | La chaqueta metálica                        | Soldado "Ébano"   |
| 1992 | Los reyes del mambo tocan canciones de amor | César Castillo    |
| 1992 | Gnomo Cop                                   | Médico            |
| 1993 | Sangre fresca                               | Tony              |
| 1993 | Nuestro barrio                              | James St. Martín  |
| 2010 | Heavy Rain (PlayStation 3)                  | Scott Shelby      |
| 2022 | Tadeo Jones 3: La tabla esmeralda           | Agente Sam Pickle |

## Premios
- Premio Especial Madrid Imagen (MIM Series) 2015
- 2020 Premio Puente de Toledo de Semana del Cine Español de Carabanchel

### Premios Goya
| Año  | Categoría                                   | Película               | Resultado |
| ---- | ------------------------------------------- | ---------------------- | --------- |
| 1993 | Mejor interpretación masculina de reparto   | Sombras en una batalla | Ganador   |
| 2013 | Mejor interpretación masculina protagonista | 15 años y un día       | Nominado  |